# (2855) Bastian
(2855) Bastian (1931 TB2) – planetoida z grupy pasa głównego asteroid okrążająca Słońce w ciągu 3,85 lat w średniej odległości 2,46 j.a. Odkryta 10 października 1931 roku.